# Anders Andersson i Gränby
Anders Andersson (i riksdagen kallad Andersson i Gränby), född 1764 i Knutby socken, död 9 november 1843 i Almunge socken, var en svensk riksdagsman i bondeståndet.
Andersson företrädde Närdinghundra härad av Stockholms län vid riksdagen 1815.
Vid 1815 års riksdag var han ledamot i förstärkta allmänna besvärs- och ekonomiutskottet.